# 時中郡
時中郡（シジュンぐん）は、朝鮮民主主義人民共和国慈江道の中北部に位置する郡。

## 地理
北と西に満浦市、東に長江郡・江界市、南に渭原郡と接する。
時中郡の地形は東部は 江南山脈が通過する険しい山地で西部に行くほど低くなる。 最高峰は郡南部にある甑峰(1′355m)だる。 北部には将子江が流れて 鴨緑江と合流する。 鴨緑江と合流する部分にはダムが建設されて大きな貯水池が造成されている。

## 歴史
独立前には平安北道江界郡時中面だった。 1949年1月に慈江道満浦郡の時中面に変わった。 1952年12月に満浦郡時中面と長江郡曲河面、漁雷面が合併して時中郡が設置された。

### 年表
この節の出典
- 1952年12月 - 郡面里統廃合により、慈江道長江郡曲河面・漁雷面、満浦郡時中面をもって、時中郡を設置。時中郡に以下の邑・里が成立。(1邑14里)
  - 時中邑・双新里・義真里・興洲里・双富里・天城里・天章里・豊龍里・従仁里・豊清里・上清里・安賛里・深貴里・魯南里・淵坪里
- 1958年 - 安賛里の一部が上清里に編入。(1邑14里)
- 1961年3月 (1邑16里)
  - 満浦郡薬水里・興判里・吏南里を編入。
  - 興洲里が江界市に編入。
  - 興判里の一部が吏南里に編入。
  - 魯南里の一部が満浦郡延上里に編入。
- 1995年12月 - 義真里・双新里が江界市に編入。(1邑14里)
- 1998年 - 双富里が永興里に改称。(1邑14里)

## 産業
主産業は農業と鉱業である。

## 交通
満浦線が郡を通過し、将子江の水運が輸送に利用されている。
- 満浦線
  - 双富駅 - 安賛駅 - 時中駅

## 行政区域
1邑 14里で構成される。
- 시중읍 (時中邑、シジュンウプ)
- 상청리 (上清里、サンチョンニ)
- 영흥리 (永興里、ヨンフンニ)
- 안찬리 (安賛里、アンチャンニ)
- 연평리 (延坪里、ヨンピョンニ)
- 천성리 (天城里、チョンソンニ)
- 천장리 (天章里、チョンジャンニ)
- 풍룡리 (豊龍里、プンニョンニ)
- 종인리 (従仁里、チョンインニ)
- 풍청리 (豊清里、プンチョンニ)
- 로남리 (魯南里、ロナムニ)
- 심귀리 (深貴里、シムグィリ)
- 약수리 (薬水里、ヤクスリ)
- 흥판리 (興判里、フンパンニ)
- 리남리 (吏南里、リナムニ)